# Arisemus sesquipedalis
Arisemus sesquipedalis är en tvåvingeart som beskrevs av Quate och Brown 2004. Arisemus sesquipedalis ingår i släktet Arisemus och familjen fjärilsmyggor.
Artens utbredningsområde är Venezuela. Inga underarter finns listade i Catalogue of Life.